# Adolf Bacmeister (Germanist)

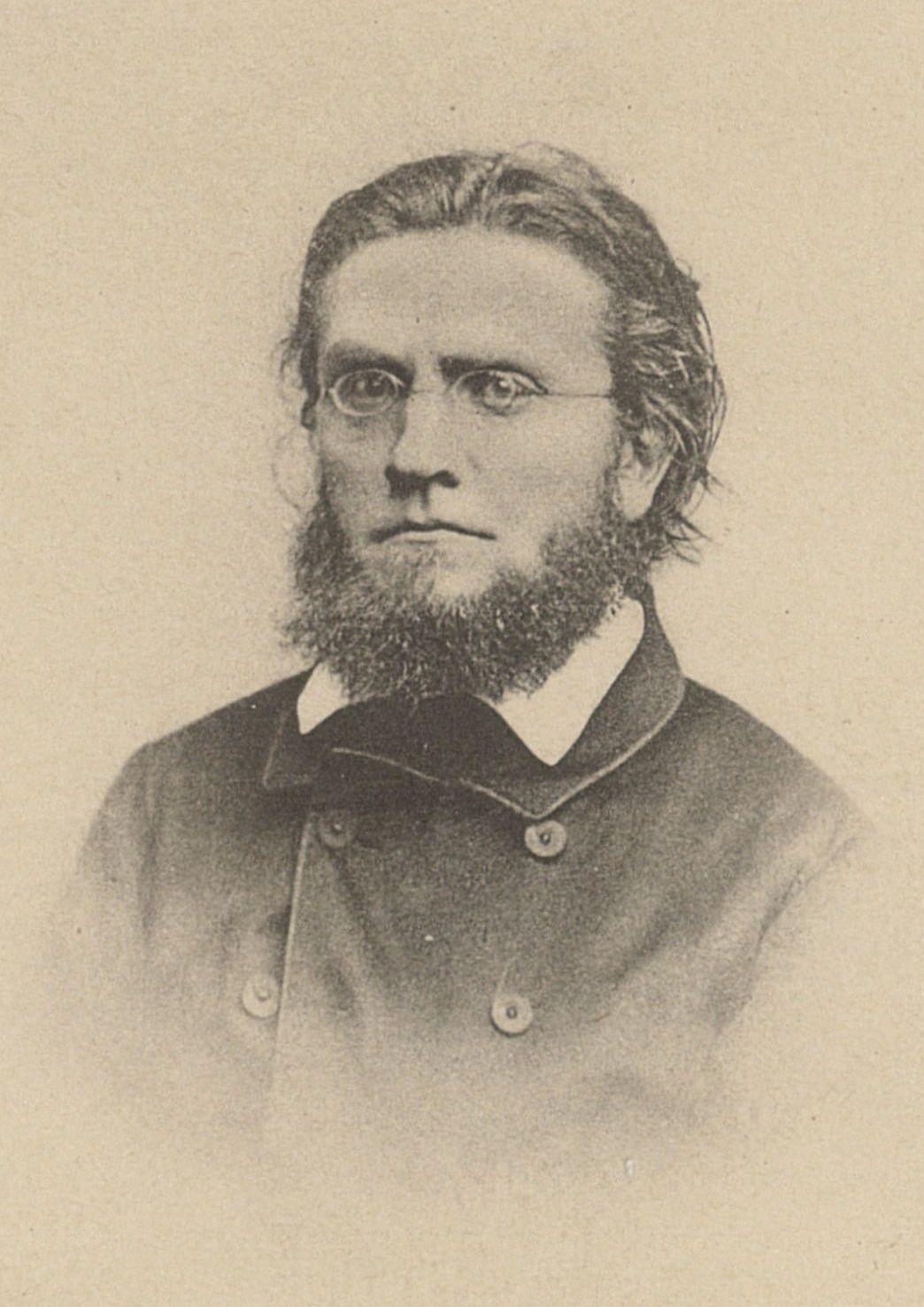
Adolf Bacmeister, um 1860, Fotografie von Carl Buchner.

Lukas Adolf  Bacmeister, auch Adolf Lucas Bacmeister, Lucas Adolf Bacmeister – Pseudonyme Theobald Bernhoff, Theobald Lernoff – (* 9. Juli 1827 in Esslingen am Neckar; † 25. Februar 1873 in Stuttgart) war ein deutscher Germanist, Journalist, Philologe und Schriftsteller.

## Leben und Wirken
Bacmeister war der Sohn des Stiftungsverwalters in Esslingen am Neckar Lucas Christian Gottlieb Bacmeister (1786–1850) und der Friedrike Dorothea Henriette Kern (1796–1851). Er stammte in sechster Generation von dem Kammerprokurator Heinrich Bacmeister ab, welcher die württembergische Linie der angesehenen Juristen- und Theologenfamilie Bacmeister begründete. Mit 14 Jahren trat Bacmeister nach bestandenem Landexamen in das Evangelische Seminar in Blaubeuren ein und blieb dort vier Jahre. Im Jahre 1845 wechselte Bacmeister auf das Evangelische Stift Tübingen, um zunächst Theologie und später noch Philologie zu studieren. Politisch interessiert, machte Bacmeister schon bald Bekanntschaft mit der Burschenschaft Nordland (der heutigen Studentenverbindung Normannia Tübingen) und wurde dort Mitglied.
Als die Anwälte Friedrich Hecker und Gustav Struve am 12. April 1848 in Baden die Republik ausriefen, schloss sich Bacmeister zusammen mit vielen Kommilitonen an. Er schloss sich der Deutschen Demokratischen Legion an, welche unter Führung von Georg Herwegh gegen die Armee antrat und bereits am 27. April desselben Jahres kapitulieren musste. Bei Dossenbach wurde Bacmeister gefangen genommen und als „Revolutionär und Landesverräter“ eingesperrt. Nach mehreren Monaten Haft in Bruchsal kam er in die Festung Hohenasperg.
Nach seiner Entlassung war er zunächst als Hauslehrer in Deidesheim und Krefeld tätig und konnte schließlich im Jahre 1853 sein Studium mit einem philologischen Examen erfolgreich beenden. Anschließend bekam Bacmeister 1855 Anstellungen als Lehrer in Weinsberg, Ulm und Reutlingen. Später wurde er zum Rektoratsverweser in Esslingen und 1857 zum Präzeptor in Reutlingen berufen. Während dieser Zeit widmete sich Bacmeister nicht nur seinem eigenen schriftstellerischem Werk, sondern er begann sich auch als Übersetzer aus dem Lateinischen einen Namen zu machen. Hier sind vor allem die Germania des Tacitus, die Oden des Horaz und die Satiren des Juvenal zu nennen.
Nachdem Bacmeister bereits als Pädagoge immer wieder nebenbei Artikel zum Tagesgeschehen geschrieben hatte, gab er 1864 alle seine pädagogischen Ämter auf und wurde Journalist und Schriftleiter in der Redaktion der Augsburger Allgemeinen Zeitung. Gesundheitlich angeschlagen, beendete Adolf Bacmeister bereits 1872 dieses Arbeitsverhältnis und arbeitete nunmehr nur noch als Privatgelehrter und lehnte aus gleichem Grund auch ein Angebot der Wiener Tageszeitung Die Presse ab, dort als Bibliothekar und literarischer Redakteur anzufangen.
Stattdessen zog es ihn mit seiner Schwester, die ihm seit Jahren den Haushalt führte, nach Stuttgart, wo der Großteil seiner Familie und seiner Freunde zu Hause war. Hier schrieb er lediglich noch einige Artikel für das Feuilleton der Kölnischen Zeitung sowie unter anderem noch an seinen Keltischen Briefen. Im Alter von ungefähr 46 Jahren starb dort Adolf Bacmeister am 25. Februar 1873. Bacmeister war unverheiratet und kinderlos.

## Werke (Auswahl)
- Nibelungenlied für die Jugend bearbeitet. Neff, Stuttgart 1858.
- Gudrun. Altdeutsches Heldengedicht neudeutsch bearbeitet. Reutlingen 1860. 2. Auflage: Neff, Stuttgart ohne Jahresangabe (1874).
- „freidanks bescheidenheit“. Spruchsammlung aus dem 13. Jahrhundert. Neudeutsch bearbeitet. Palm, Reutlingen 1861.
- Johann Fizion, Chronika der Stadt Reutlingen. Stuttgart 1862
- Die Ortsnamen in Württemberg. 1864
- Alemannische Wanderungen. 1. Ortsnamen der keltisch-römischen Zeit. Slavische Siedlungen. Cotta, Stuttgart 1867.
- Margaret Mores Tagebuch 1522–35. Mäcken, Stuttgart 1861/67; Paderborn 1870.
- Germanistische Kleinigkeiten. Kröner, Stuttgart 1870.
- Keltische Briefe. Trübner, Straßburg 1873 (posthum hrsg. von Otto Keller).
- Liederbuch für die Jugend. Heilbronn 1876